# Hot Bird
Hot Bird (Хот Берд, з англ. — Жар-птиця) — серія штучних супутників Землі, що розташовувалися в різний час в орбітальній позиції 13 ° E. Управління супутниками здійснює французька компанія супутникового зв'язку Eutelsat. Зона покриття включає в себе Європу, Північну Африку та Близький Схід.
Супутники здійснюють трансляцію як теле -, так і радіо — каналів у цифровому форматі. Є як вільні для прийому, так і платні канали. В даний час в орбітальній позиції 13 ° E перебувають супутники з номерами 6, 8 і 9.

## Телеканали
В цьому списку представленні україномовні та російськомовні телеканали.
- Свобода (HD)
- Гордон (HD)
- TV8 (Молдова) (HD)
- OstWest 24 (HD)
- FREEДОМ
- Дім
- Еспресо TV
- Dla Ciebie (польсько-український телеканал) (HD)
- Music Box (польсько-український телеканал) (HD)
- ECO TV
- Караван TV
- Milady Television
- Provence
- Наталі
- TVRUS (Німеччина)
- TVRUS+ (Німеччина)
- ТНТ (Європа)
- 8 канал (Європа)
- Союз
- Настоящее время
- Перший канал Євразія (Міжнародний)
- TBN Russian
- БогБлаг
- GNC
- Відродження
- CGTN

## Список запусків
- Місце запуску
  - Hot Bird 1 = 1995-016B  1995-016B — Французька Гвіана Куру — Орбіта захоронення-28 березня 1995
  - Hot Bird 2 (Eutelsat W48)=1996-067A  1996-067A —  Мис Канаверал — 48 ° E — 21 листопада 1996 — Нахилена орбіта
  - Hot Bird 3 (ABS 1B)= 1997-049A  1997-049A — Французька Гвіана Куру — Орбіта захоронення — 2 вересня 1997 — Виведений з експлуатації
  - Hot Bird 4 (EUROBIRD 16) = 1998-013A  1998-013A — Французька Гвіана Куру — 16 ° E — 27 лютого 1998 — Діючий
  - Hot Bird 5 (Eurobird 2) = 1998-057A  1998-057A —  Мис Канаверал — 25,5 ° E — 9 жовтня 1998 — Діючий
  - Hot Bird 6 = 2002-038A  2002-038A —  Мис Канаверал — 13 ° E — 21 серпня 2002 — Діючий
  - Hot Bird 7 = Французька Гвіана Куру — 11 листопада 2002 — Аварія РН
  - Hot Bird 7A (Eurobird 9A) — 2006-007B  2006-007B — Французька Гвіана Куру — 9 ° E — 12 березня 2006 — Діючий
  - Hot Bird 8 = 2006-032A  2006-032A —  Байконур — 13 ° E — 4 серпня 2006 — Діючий
  - Hot Bird 9 = 2008-065A  2008-065A — Французька Гвіана Куру — 13 ° E — 20 грудня 2008 — Діючий
  - Hot Bird 10 (Atlantic Bird 4A, EUTELSAT 3C) = 2009-008B  2009-008B — Французька Гвіана Куру — 3 ° E — 12 лютого 2009 — Діючий

## Опис космічних апаратів

### Hot Bird 1
Був запущений 28 березня 1995 року, мав 16 транспондерів Ku-діапазон а, вихідною потужністю 70 Вт і один відбивач. Супутник базувався на платформі Spacebus-2000 і його сонячні батареї розмахом крил 22,4 м виробляли 3500 В електроенергії.
В лютому 2007 супутник був переведений на орбіту захоронення.

### Hot Bird 2
Супутник, запущений 21 листопада 1996 року, був побудований компаніями British Aerospace і Matra Marconi на космічній платформі Eurostar-2000 +, має стартову масу близько 3 тонн і його сонячні батареї виробляють 5,5 кВт електроенергії.
Корисне навантаження КА Hot Bird 2 складається з 20 транспондерів Ku-діапазону потужністю по 110 В. Під час роботи з точки стояння 13 ° в. д., супутник забезпечував 2 промені:
- «Superbeam» («Суперлуч»), що використовувався для телебачення безпосереднього телемовлення в Європі і дозволяв прийом каналів на невеликі, 60-сантиметрові антени;
- «Widebeam» («Широкий промінь»), для забезпечення широкого європейського покриття, але з меншою потужністю сигналу (необхідно було використовувати антени більшого розміру)[2][3].

У зв'язку з відмовою електроживлення 13 березня 2007 всі служби, що використовують цей супутник були переведені на Hot Bird 8 (у ніч з 13 по 14 березня 2007). С 15 травня 2007, супутник Hot Bird 2 був повторно виведений в позицію 9 ° E і перейменований в Euro Bird 9.
В даний час знаходиться в позиції 48 ° E і перейменований в «Eutelsat W48». Внаслідок цього зона покриття супутника змінилася, і тепер він працює на Центральну Європу, Близький Схід та Центральну Азію і служить для телемовлення та програм мультимедіа.

### Hot Bird 3
Побудований на супутниковій платформі Eurostar-2000 +. Запуск відбувся 3 вересня 1997 рік а, має 32-Ku транспондера, згодом був переміщений на орбітальну позицію 4 ° E і перейменований в Eurobird 4. 10 вересня 2009 рік а прибув в позицію 76 ° Е і перейменований в «Eutelsat W76». Потім переведений в позицію 75 ° Е для розширення супутникової ємності і перейменований в «ABS 1B». Працювати в штатному режимі так і не зміг і був списаний. Переведено на орбіту поховання.

### Hot Bird 4
Побудований на супутниковій платформі Eurostar-2000 +. Був запущений 27 лютого 1998 року, має 28-Ku транспондерів, згодом переміщений на 7 ° W і перейменований в Atlantic Bird 4. В даний час знаходиться в позиції 16 ° E і перейменований в EUROBIRD 16

### Hot Bird 5
Побудований на супутниковій платформі Eurostar-2000 +. Був запущений 9 жовтня 1998 рік а, має 22-Ku транспондера, надалі HB5 був заміщений HB6. В серпні 2002 року сам HB 5 був переміщений в позицію 25,5 ° E і перейменований в Eurobird 2.

### Hot Bird 6
Побудований на супутниковій платформі Spacebus-3000B3. Був запущений 21 серпня 2002 року, має 28-Ku / 4-Ka транспондерів, є першим супутником другого покоління.

### Hot Bird 7
Побудований на супутниковій платформі Eurostar-2000 +. Супутник мав 40-Ku транспондерів. Запуск був проведений 11 грудня 2002, але через аварію ракети-носія Аріан-5ECA супутник був знищений.

### Hot Bird 7A
Був запущений 11 березня 2006 року, має 38-Ku транспондерів, надалі був переміщений в позицію 9 ° E і перейменований в Eurobird 9A.

### Hot Bird 8
Є найбільшим і найпотужнішим ретрансляційним супутником, обслуговуючим Європу. Був запущений 4 серпня 2006, має 64-Ku транспондера, супутник замінив HB2 і HB3.
- Термін служби = > 15 років
- Кількість транспондерів = 64 Ku-діапазону
- Ракета-носій = Протон-М/Бриз-М

### Hot Bird 9
Був запущений 20 грудня 2008 має 64-Ku транспондера заміщає Hot Bird 7A.
- Розміри супутника = 3,4 х 2,7 × 6,3 м
- Маса супутника = 4884 кг
- Термін служби = > 15 років
- Кількість транспондерів = 64 Ku-діапазону
- Потужність = 14,5 кВт
- Ракета-носій = Аріан-5 ECA

### Hot Bird 10
Був запущений 12 лютого 2009 року перш ніж приєднатися до позиції 13 ° E, він буде розширювати ресурс у позиції 7 ° W. Eutelsat вирішив почати розвиток позиції 3E і 1 листопада 2011 супутник зайняв нове місце поряд з EUTELSAT 3A.
- Розміри супутника = 3,4 х 2,7 × 6,3 м
- Маса супутника = 4892 кг
- Термін служби = > 15 років
- Кількість транспондерів = 64 Ku-діапазону
- Потужність = 17,5 кВт
- Ракета-носій = Аріан-5 ECA
- Позиція
  - Початкова позиція: 7 ° W (Близький Схід)
  - Основна позиція змінена на: 3 ° E (Європа, Північна Африка, Близький Схід)

## Пакети, що транслюють на Hot Bird
- Vivacom
- Bis TV
- American Forces Network
- Viacom
- Globecast
- Telecom Serbia
- Eurosport
- Sky Italia
- NOVA Greece
- Cyfrowy Polsat
- Polsat Box
- Holy God TV